# Изискване за чистота на кръвта
Изискването за чистота на кръвта (на испански: limpieza de sangre), (на португалски: Limpeza de sangue) е дискриминационен режим в Испания и Португалия, ограничаващ достъпа до определени длъжности на т.нар. нови християни.
Изискването е въведено в края на Реконкистата през XV век и е постепенно премахнато през XVIII – XIX век.
За заемането на висши държавни и църковни постове се изисква задължително доказване от страна на кандидата, че произлиза само от „стари християни“. Папа Николай V се противопоставя, но изискването се прилага от местните органи на власт, в университетите, при възлагането на военни поръчки и т.н.